# بيل أندرسون (لاعب كرة قدم أمريكية)
بيل أندرسون (بالإنجليزية: Bill Anderson)‏ هو لاعب كرة قدم أمريكية أمريكي، ولد في 13 يوليو 1936 في هينديرسونفيل في الولايات المتحدة، وتوفي في 18 أبريل 2017 في نوكسفيل في الولايات المتحدة.

## وصلات خارجية
- بيل أندرسون على موقع مرجع كرة القدم المحترفة.كوم (الإنجليزية)